# (10914) Tucker
(10914) Tucker est un astéroïde de la ceinture principale.

## Description
(10914) Tucker est un astéroïde de la ceinture principale. Il fut découvert le 31 décembre 1997 à Prescott par Paul G. Comba. Il présente une orbite caractérisée par un demi-grand axe de 3,18 UA, une excentricité de 0,14 et une inclinaison de 0,5° par rapport à l'écliptique.

## Compléments